# Gustav Theodor Fechner

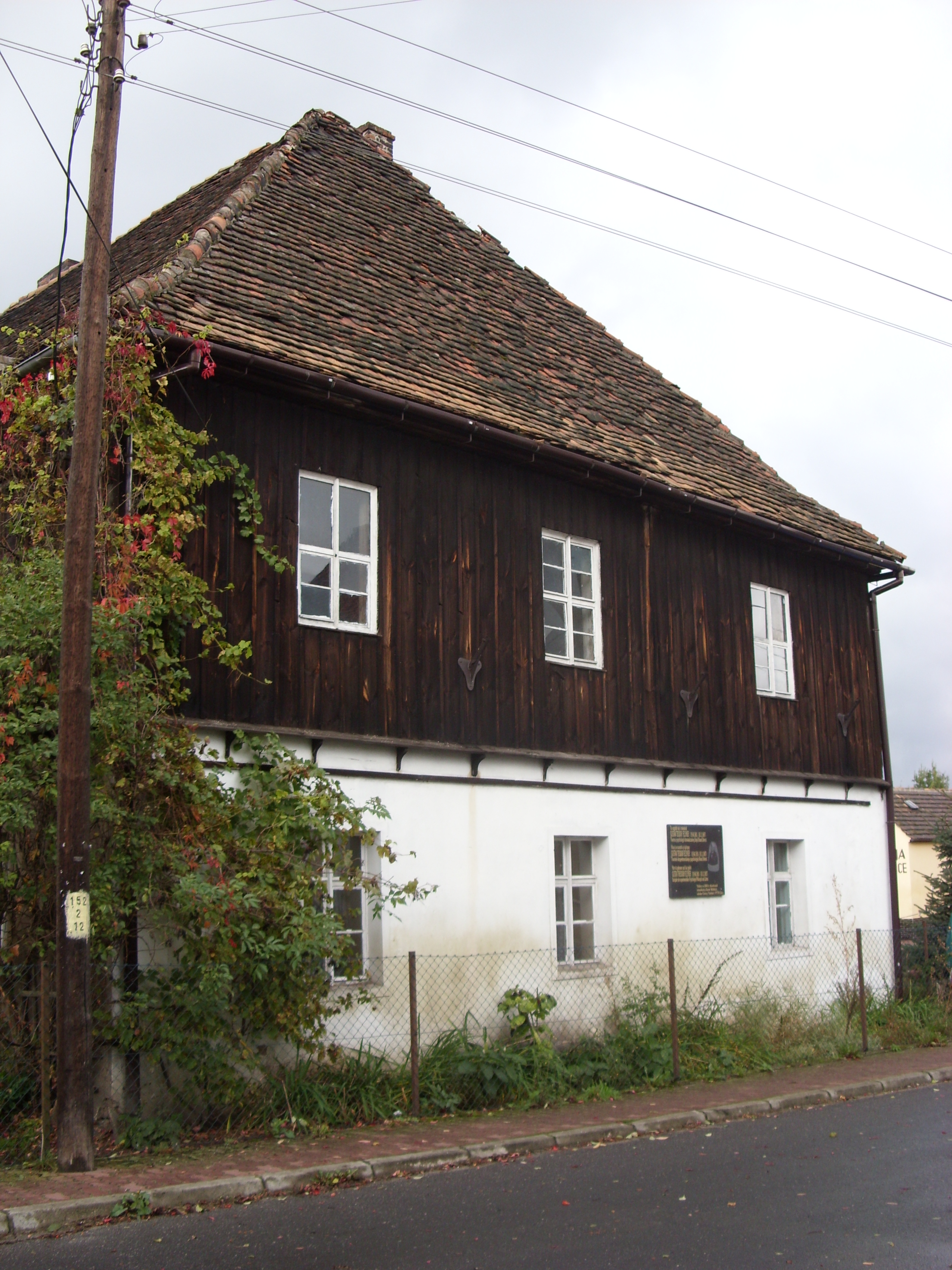
Casa natală Fechners din Żarki Wielkie (Groß Särchen)

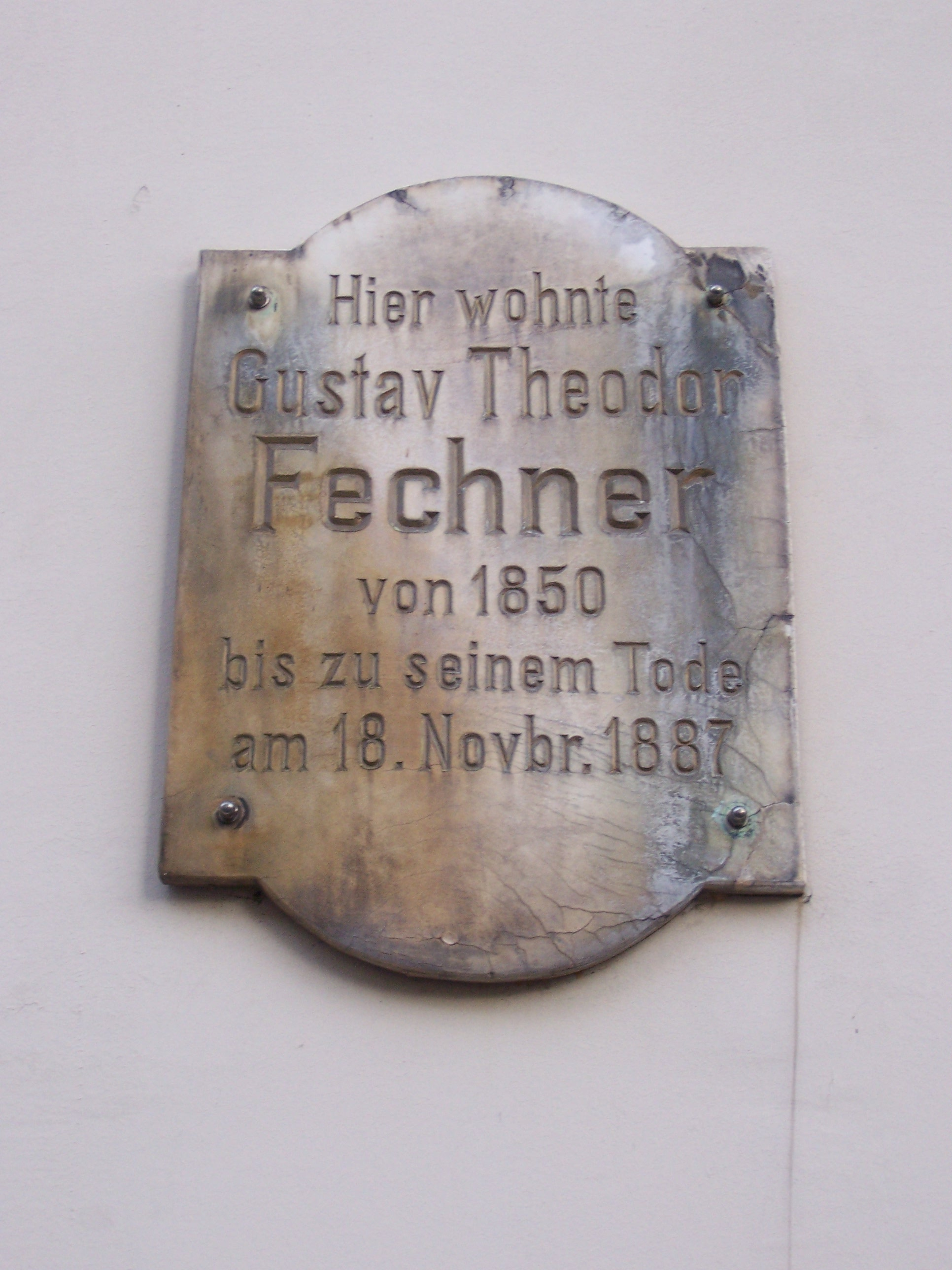
Placă memorială pe casa unde a trăit și murit în Leipzig

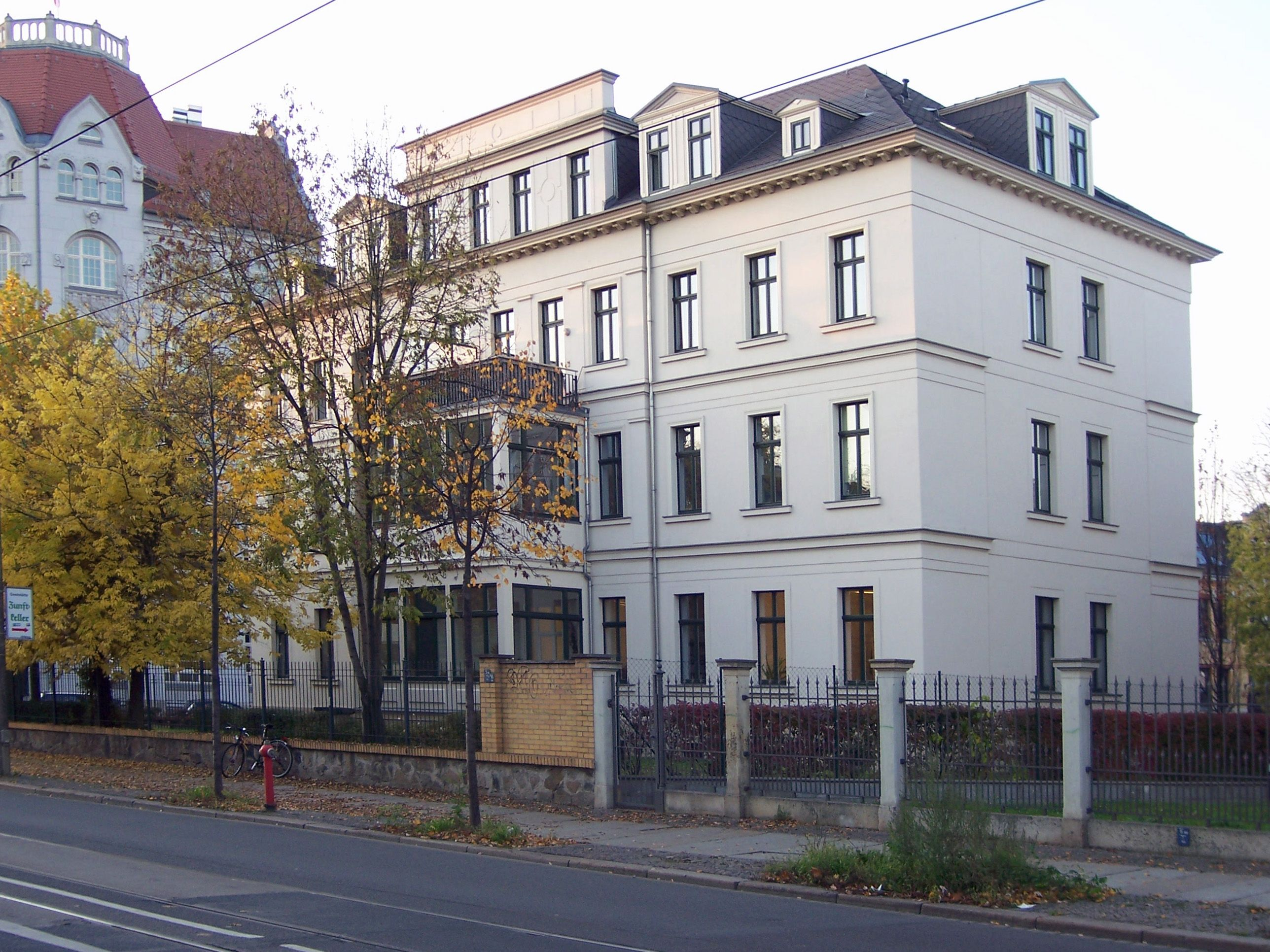
Casa în care a trăit și murit Gustav Theodor Fechners din Leipzig

Gustav Theodor Fechner (n. 19 aprilie 1801, Groß Särchen, Bad Muskau - d. 18 noiembrie 1887, Leipzig) a fost un psiholog, fizician, medic german, mai târziu întemeietor al psihologiei experimentale și alpsihofizicii. El a inspirat mulți oameni de știință și filozofi de-a lungul timpului.

## Biografie
S-a născut în familia unui preot evanghelic. Familia se mută în anul 1815 din Żarki Wielkie la Dresda. Acolo a învățat la Kreuzschule, fiind însă dat afară după jumătate de an prin cuvintele: „Sie müssen fort, Sie können bei uns nichts mehr lernen.“ (Trebuie să plecați, Dumneavoastră nu mai puteți învăța la noi). Se înscrie ca student la Universitatea din Leipzig. I-a ascultat pe Ernst Heinrich Weber la filozofie și pe Carl Brandan Mollweide la algebră, pe de altă parte rămânând un autodidact, fiind fascinat de naturalistul Lorenz Oken. În 1819 își ia licența, 1823 devine magister și conferențiar.  În ciuda promovării examenului medical, și-a câștigat existența prin munca literară. 
Începând cu 1824, a tradus cele mai importante manuale de fizică și chimie de Jean-Baptiste Biot și Louis Jacques Thenard.
În 1833 s-a căsătorit cu Fechner Clara Volkmann. 
Devine profesor de fizică în 1834 la Universitatea din Leipzig, oraș în care își va petrece tot restul vieții. În 1835 a devenit director al Institutului de Fizică recent deschis, care este considerat unul dintre cele mai vechi din Germania. În 1839 a trebuit să renunțe din motive de sănătate la funcția de profesor de fizică, după ce a contractat o afecțiune a ochilor în timp ce studia fenomenele de culoare și lumină. Tulburat grav de problemele medicale de vedere, capătă o afinitate pentru problemele psihofizicii. După recuperare, s-a orientat spre studiul minții și al relațiilor dintre corp și minte, oferind lecturi publice cu privire la subiectele pe care cărțile sale le tratau.
Fondul său conceptual este cel al idealismului obiectiv: el afirmă despre conștiință că este peste tot în Univers, corpurile cerești fiind însuflețite, iar materia nu este decât o umbră a psihicului. A vrut să demonstreze aceste idei cu ajutorul matematicii și al experimentului.
În ianuarie 1830 a fondat, împreună cu editorul Leopold Voß Chemisches Zentralblatt.  În 1846, Fechner a fost cofondator al Academiei de Științe din Leipzig.
Fechner este considerat fondatorul psihofizicii, relația dintre obiect, stimulul fizic și senzație (produce percepție).
Lucrarea epocală a lui Fechner a fost Elemente der Psychophysik (1860). El pornește de la concepția lui Baruch Spinoza, conform căreia faptele trupului și faptele conștientului, deși nu sunt reductibile una la cealaltă, sunt fețe diferite ale unei singure realități. Originalitatea sa constă în încercarea de a descoperi o relație matematică exactă între ele. Rezultatul cel mai faimos al investigațiilor sale este cunoscut sub numele de legea Weber-Fechner, care poate fi exprimată după cum urmează:
"Pentru ca intensitatea unei senzații să poată crește în progresie aritmetică, stimulul trebuie să crească în progresie geometrică." Deși exploatată cu succes doar în anumite limite, legea s-a dovedit a fi extrem de utilă.
Din păcate, de la teoria solidă că intensitatea unei senzații crește prin sporirea definită a stimulului, Fechner a fost condus la postulatul unității de senzație, astfel încât orice senzație ar putea fi considerată ca fiind compusă din n unități. ”Senzațiile, a argumentat el, fiind astfel reprezentare de numere, psihologia poate deveni o știință ”exactă”, susceptibilă de tratament matematic. Formula lui generală pentru identificarea numărul de unități, în orice senzație este:
{\displaystyle S=C\log R}
Unde:
S reprezintă senzația,
R stimulare estimată numeric, și
C o constantă care trebuie să fie determinată separat, prin experiment, în special, pentru fiecare grad de sensibilitate.
Acest raționament al lui Fechner a dat naștere la o masă mare de controverse, dar greșeala fundamentală în ea este simplă. Deși stimulii sunt compozite, senzațiile nu sunt. "Fiecare senzație", spune profesorul James, "se prezintă ca o unitate indivizibilă, și este destul de imposibil de a citi orice semnificație clară în ideea că acestea sunt masele de unități combinate." Totuși, ideea de măsurare exactă a senzației a fost fructuoasă și, în principal prin influența sa asupra lui Wundt, Fechner a fost tatăl "noii" psihologii a laboratoarelor care investighează facultățile omului cu ajutorul aparatelor științifice exacte. Deși a avut o influență mare în acest departament special, discipolii filosofiei sale generale sunt puțini. Concepția sa despre lume este foarte animistă. El simte fiorul de viață pretutindeni, în plante, pământ, stele, universul total. Omul se află la jumătatea distanței dintre sufletele de plante și sufletele de stele, care sunt îngerii. Dumnezeu, sufletul universului, trebuie să fie conceput ca având o existență asemănătoare oamenilor. Legile naturale sunt doar moduri de desfășurare a perfecțiunii lui Dumnezeu. În ultima sa lucrare Fechner, bătrân dar plin de speranță, contrasta aceasta veselă "vedere de zi" a lumii cu "vederea de noapte" a materialismului. Activitatea lui Fechner în estetică este, de asemenea, importantă. El a efectuat experimente pentru a arăta că anumite forme abstracte și proporțiile sunt în mod natural plăcute simțurilor noastre, și a dat câteva ilustrații noi de lucru de asociere estetică. Poziția lui Fechner referitoare la predecesori și contemporani nu este foarte puternic definită. El a fost un discipol la distanță al lui Schelling, a învățat mult de la Herbart și Weisse și a respins cu hotărâre pe Hegel și monadismul lui Lotze.
O altă lege (a orbirii parțiale) pe care Fechner o formulează este:
{\displaystyle E=k\log x+c,}
unde:
- K si c sunt constante specifice fiecărui analizator,
- E - reprezintă intensitatea stimulului
- X - este stimulul

{\displaystyle \log x}-reprezintă rata de progresie geometrică a intensității stimulului.
S-a preocupat și de perfecționarea legilor lui Ohm, efectuând diverse cercetări în domeniul electricității, îmbunătățind electroscopul lui Bohnenberg.

## Scrieri
- Praemissae ad theoriam organismi generalem. Leipzig 1823.
- Ueber die Anwendung des Gravitationsgesetzes auf die Atomenlehre Arhivat în 19 ianuarie 2012, la Wayback Machine.. Nürnberg 1828.
- Maaßbestimmungen über die galvanische Kette. Leipzig 1831.
- Das Hauslexicon. Vollständiges Handbuch praktischer Lebenskenntnisse für alle Stände. Hrsg. von G. Th. Fechner. 8 Bände, Leipzig 1834–38.
- Das Büchlein vom Leben nach dem Tode. Dresden 1836.
- Ueber das höchste Gut. Leipzig 1846.
- Nanna oder über das Seelenleben der Pflanzen. Leipzig 1848.
- Zend-Avesta oder über die Dinge des Himmels und des Jenseits. Vom Standpunkt der Naturbetrachtung, 3 Bände, Leipzig 1851. (Band 1, 2 und 3)
- Professor Schleiden und der Mond. Leipzig 1856.
- Ueber die physikalische und philosophische Atomenlehre. Leipzig 1855. 2. Auflage. Leipzig 1864.
- Elemente der Psychophysik. 2 Bände, Leipzig, 1860. 2. Auflage. Leipzig 1889. (Band 1 und 2)
- Über einige Verhältnisse des binokularen Sehens. 2 Bände, Leipzig 1860/61.
- Ueber die Seelenfrage. Ein Gang durch die sichtbare Welt um die unsichtbare zu finden. Leipzig 1861.
- Die drei Motive und Gründe des Glaubens. Leipzig 1863.
- Einige Ideen zur Schöpfungs- und Entwickelungsgeschichte der Organismen. Leipzig 1873.
- Kleine Schriften. Leipzig 1875. (erschien unter dem Pseudonym Dr. Mises, enthält: Beweis, daß der Mond aus Jodine besteht. Schutzmittel für die Cholera, Vergleichende Anatomie der Engel. Stapelia mixta u. a.)
- Vorschule der Aesthetik. 2 Bände, Leipzig 1876.
- In Sachen der Psychophysik. Leipzig 1877.
- Die Tagesansicht gegenüber der Nachtansicht. Leipzig 1879.
- Revision der Hauptpuncte der Psychophysik. Leipzig 1882.
- Kollektivmasslehre. posthum, hrsg. von Gottlob Friedrich Lipps. Leipzig 1897.
- Tagebücher 1828 bis 1879. Hrsg. von Anneros Meischner-Metge. Bearb. von Irene Altmann. Sächsische Akademie der Wissenschaften zu Leipzig. 2 Teilbände. Stuttgart, 2004, ISBN 3-515-08619-6.

Memoriile sale au apărut în publicațiile anuale ale lui Schweiger și Pogendorff.
Biografia lui Fechner a fost scrisă de Kuntze Gustav sub titlul: Theodor Fechner (Mises), ein deutsches Gelehrtenleben, apărută în 1892 la Leipzig.